# Anoplohydrus aemulans
Anoplohydrus aemulans är en ormart som beskrevs av Werner 1909. Anoplohydrus aemulans är ensam i släktet Anoplohydrus som ingår i familjen snokar. IUCN kategoriserar arten globalt som otillräckligt studerad. Inga underarter finns listade i Catalogue of Life.
Arten är endast känd från ett exemplar som hittades i distriktet Aceh Selatan på norra Sumatra (Indonesien). I regionen förekommer fuktiga skogar och träskmarker. Ormen har antagligen bra simförmåga. Den kända individen var 43 cm lång.